# Segment (botanique)
Pour les articles homonymes, voir Segment.
En botanique, le segment est la division d'une feuille, se prolongeant jusqu'à la nervure médiane.